# Fehér Bence
Fehér Bence (Budapest, 1968. december 22. –) ókortörténész, klasszika-filológus, magyar és neolatin író, hosszú ideig a Károli Gáspár Református Egyetem tanára volt, 2019-ig pedig a Studia Epigraphica Pannonica című folyóirat főszerkesztőjeként tevékenykedett. 2019-től a Magyarságkutató Intézet Nyelvtervezési Kutatóközpontjának tudományos tanácsadója, 2020-tól Klasszika-filológiai Kutatóközpontjának igazgatója.

## Életút
Tanulmányok: 1988–1993 ELTE Bölcsészettudományi Kar, latin-régészet szak, 1989–1994 ELTE BTK arab szak, 1997–2000 ELTE BTK nyelvtudomány (arabisztika) doktori iskola. PhD fokozatot szerez 2002-ben A korai iszlám fémművesség anyagai, forrásai és technikái c. disszertációjával, habilitál 2006-ban a Debreceni Egyetemen nyelvészetből Pannonia latin nyelvtörténete c. értekezésével, 2014-ben az MTA doktora lesz ókortörténetből, Aquincum instrumentum domesticum-feliratai c. értekezésével.
Középiskolai tanár: 1992–93 Budapesti Református Gimnázium, 1993–1998 Bárdos Lajos Általános Iskola és Gimnázium; 1994–2002 óraadó a Károli Gáspár Református Egyetem Bölcsészettudományi Karán, 1998–2002 a Pázmány Péter Katolikus Egyetem Bölcsészettudományi Karán nyelvtanár, 1999-től tanársegéd, 2002–2018 a Károli Gáspár Református Egyetem BTK Ókortörténeti Tanszékének oktatója (2002 adjunktus, 2007 docens, 2015 egyetemi tanár).
2018–2019 a Magyar Nyelvstratégiai Intézet külső munkatársaként a Kárpát-medencei rovásírásos emlékek gyűjteményes közlését készíti elő. 2019-től a Magyarságkutató Intézet Nyelvtervezési Kutatóközpontjának tudományos tanácsadója, 2020-tól Klasszika-filológiai Kutatóközpontjának igazgatója.
2009–2016 az Orpheus Noster, a KRE BTK történeti és filológiai folyóirata főszerkesztője. 2012–2019 a Studia Epigraphica Pannonica szerkesztője. 2021: az Ephemeris Hungarologica főszerkesztője.

## Munkássága
Elsősorban ókortörténeti kutatási témákkal foglalkozik római epigráfia és paleográfia, ősi európai írások története (szkíta, etruszk, avar írásos emlékek, a rovásírás eredete); Pannonia római kori régészete és története, latin nyelvészet és nyelvtörténet területén. A pannóniai római feliratos anyag szójegyzékét (1991–94) és latin nyelvészeti értékelését önálló kutatással készítette.
Résztvevője volt a következő ókortörténeti kutatási programoknak:
- Late Latin Data Base program 1991–92
- Fontes Pannoniae Antiquae program 2002–2005
- a Berlin-Brandenburgische Akademie der Wissenschaften CIL III2 Pannonien munkacsoportjának tagja 2004-től.

2002-ben Hajdú Péterrel közösen latin nyelvi tankönyvsorozatot készít a nyolc- és hatosztályos gimnáziumok számára. Aktív nyelvművelő tevékenységet folytat, a Bárczi Géza Kiejtési Alapítvány kuratóriumának tagja, elsősorban a 15 magánhangzós magyar kiejtés megőrzése foglalkoztatja.
Szépirodalmi munkásság: műfordítások ógörög és latin nyelvből magyarra, magyarról latinra (Az ember tragédiájának teljes latin nyelvű fordítása); önálló regények és verseskötetek, az utóbbiak magyar és részben latin nyelven. 2011 óta a Magyar Írószövetség tagja.

## Díjai
- MTA Bolyai János Kutatási Ösztöndíj, 2003–2006
- Lénárd Sándor-díj, Magyar Ókortudományi Társaság (2007)[8]
- Érdemes Tankönyvszerző, TANOSZ (2008)
- A Magyar Érdemrend tisztikeresztje (2021)

## Művei

### Tudományos monográfiák és forrásgyűjtemények
- Lexicon Epigraphicum Pannonicum.[9] Budapest: Enciklopédia Kiadó, 1997
- Források a korai iszlám kardművesség történetéhez.[10] Piliscsaba: Pázmány Péter Katolikus Egyetem BTK, 2000
- Pannonia latin nyelvtörténete.[11] Budapest: Károli Egyetemi Kiadó, 2007
- Tituli Aquincenses III. Tituli instrumentorum domesticorum.[12] Budapest: Pytheas Kiadó, 2011
- A Kárpát-medencei rovásírások gyűjteménye I.[13] Budapest: Magyarságkutató Intézet, 2020

### Társszerzőként
- Fehér Bence, Kovács Péter: Fontes Pannoniae Antiquae I. Korai földrajzi írók – a római hódítás kora.[14] Budapest: Károli Egyetemi Kiadó, 2003. =  Fehér Bence, Kovács Péter: Fontes Pannoniae Antiquae I. Early Geographers – The Period of the Roman Conquest (to 54 AD).[15] Budapest: Károli Egyetemi Kiadó, 2005
- Fehér Bence, Kovács Péter: Fontes Pannoniae Antiquae II. Pannonia története Kr. u. 54-166 közt.[16] Budapest: Károli Egyetemi Kiadó, 2004. = Fehér Bence, Kovács Péter: Fontes Pannoniae Antiquae II. The History of Pannonia between 54 and 166 AD.[17] Budapest: Károli Egyetemi Kiadó, 2005
- Fehér Bence, Kovács Péter: Palaeographia Aquincensis. Aquincum görög és latin feliratainak paleográfiája.[18] Budapest: Pytheas Kiadó, 2018
- Alföldy Géza, Kovács Péter, Szabó Ádám, Fehér Bence: Tituli Aquincenses IV. Pars septentrionalis agri Aquincensis.[19] Budapest: Pytheas Kiadó, 2020

### Fontosabb tanulmányok
- Diana’s Cave Sanctuary in Csákvár[20] (County Fejér). Acta Archaeologica Academiae Scientiarum Hungaricae 61: pp. 185–210. (2010)
- The cities of the Iazygians.[21] Acta Classica Universitatis Scientiarum Debreceniensis 47: pp. 171–184. (2011)
- Characteristics of Handwriting in the Inscriptions of Aquincum.[22] In: Werner Eck, Fehér Bence, Kovács Péter (szerk.) Studia epigraphica in memoriam Géza Alföldy . Bonn: Rudolf Habelt Verlag , 2013. pp. 91–116.
- Musa Latina in the 20th century: an antique or a modern goddess? In: Sárközy Péter (szerk.) L’eredità classica nella cultura italiana e ungherese del Novecento dalle Avanguardie al Postmoderno.[23] 379 p. Róma: Sapienza Università Editrice, 2015. pp. 276–285.
- Cohort Dislocations in Pannonia in the 130s – Consequences of the Bar Kokhba Revolt?[24] Acta Musei Napocensis 54/I, 2017, 177-188.
- Legősibb nyelvemlékeink? Bajelhárító alakok és rovásfeliratok avarkori tűtartókon.[25] In: Berta Péter, Vizi László Tamás (szerk.) A Magyarságkutató Intézet évkönyve 2019. Budapest: Magyarságkutató Intézet (2020). 111-141.

### Fontosabb műfordításkötetek
- Carmina Ungarica Selecta.[26] Orpheusz Kiadó, Budapest 1999 (Ady Endre, Arany János válogatott versei, Babits Mihály: Jónás könyve latinul)
- Priapea – Priapusi versek. Római erotikus költemények.[27] Kirké Kiadó, Budapest 2000
- Héródianos: Római történet.[28] Osiris, Budapest 2005 (III–VI. könyv fordítása)
- Madách Imre: Tragoedia Hominis.[29] Madách Irodalmi Társaság, Budapest-Balassagyarmat, 2006
- Kálvin János: A pásztori levelek és a Filemonhoz írt levél magyarázata.[30] Budapest: Magyarországi Református Egyház Kálvin János Kiadója, 2012; Szabó András, Fehér Bence, Bogárdi Szabó István fordítása
- Lykophrón Alexandrája Tzetzés magyarázataival.[31] Máriabesnyő-Gödöllő: Attraktor, 2017
- Paulus Orosius: Világtörténet hét könyvben a pogányok ellen.[32] Máriabesnyő-Gödöllő: Attraktor, 2019
- Menandrosz protector töredékei.[33] Budapest: Magyarságkutató Intézet, 2019

### Szépirodalmi művek
- Főnixmadár.[34] Budapest: Orpheusz Kiadó, 2000. Versek
- Nevelők és neveletlenek.[35] Budapest: Kirké Kiadó, 2000. Tényregény
- Téli napforduló.[36] Budapest: Kirké Kiadó, 2002. Versek
- Circe.[37] Budapest: Orpheusz Kiadó, 2006. Regény
- Mégis.[38] Budapest: Orpheusz Kiadó, 2008. Versek
- Szeptember.[39] Budapest: Kairosz Kiadó, 2008. Regény
- Bölcsnek, bolondnak dolga.[40] Budapest: Hét Krajcár Kiadó, 2018. Versek és elbeszélések
- Trója. Budapest: Holnap Kiadó, 2019. (I. kötet),[41] 2020. (II. kötet),[42] 2021. (III. kötet).[43] Regény